# Cuartel Los Cabitos
El cuartel Nº 51 Domingo Ayarza, llamado Los Cabitos, es una base militar ubicada en el distrito de Andrés Avelino Cáceres Dorregaray, provincia de Huamanga (Ayacucho, Perú), que, durante el conflicto armado interno entre los años 1980 y el 2000, fue sede principal del frente político militar de Ayacucho y un centro clandestino de reclusión, tortura, violaciones, ejecuciones y desapariciones forzadas.

## Centro clandestino de detención y tortura
La Comisión de la Verdad y Reconciliación (CVR) determinó que en estas instalaciones militares y en la denominada Casa Rosada se ordenó, permitió y cometieron violaciones de los derechos humanos de la población local, entre los años 1983 y 1984. Los miembros del Ejército peruano acantonados efectuaron detenciones arbitrarias, torturaron, concedieron libertad selectivas, desaparecieron y ejecutaron extrajudicialmente, por lo menos, a 136 ciudadanos, de los cuales más de 100 fueron desaparecidos. Entre las personas que sufrieron tortura y desaparición se encontraron menores de edad.
El centro contaba con un horno crematorio, donde se incineraron alrededor de 300 cadáveres de personas torturadas en las instalaciones militares. Además, según testimonios, también se había instalado un criadero de cerdos, donde eran alimentados con restos humanos para su desaparición, y un cementerio clandestino de 2 km. cuadrados donde se estima fueron enterradas 500 personas.

### Hechos posteriores
Se han documentado fosas comunes y hornos de incineración, en la zona de La Hoyada, dentro del Cuartel BIM Los Cabitos N° 51. También los efectivos del ejército, la mayoría cumpliendo el servicio militar obligatorio, arrojaron los cadáveres en precipicios de los alrededores.
En 2015 el cineasta Luis Cintora publicó el documental Te saludan Los Cabitos.
En 2017 fue sentenciado el coronel (r) Humberto Orbegozo Talavera a 30 años de prisión por la tortura, desaparición forzada y ejecución extrajudicial de 53 personas en Los Cabitos.